# El Motín
El Motín fue una publicación española de finales del siglo XIX y principios del siglo XX, que tuvo una larga vida para la época: desde su fundación el 10 de abril de 1881 hasta el 6 de noviembre de 1926. Fue un semanario satírico, republicano y anticlerical, que al principio sólo constaba de cuatro páginas, que incluían un comentario de actualidad, un poema y algunas noticias breves, más un grabado en las páginas centrales. Entre sus objetivos se encontraban: la crítica a los conservadores, la defensa de la unidad del partido republicano y la lucha contra el poder del clero. Su fundador y alma del periódico fue José Nakens, hasta el punto de que la historia de la publicación está estrechamente unida su vida. Por otro lado, destacaron en El Motín los dibujos y caricaturas de "Demócrito" (el seudónimo de Eduardo Sojo). 

## Historia de la publicación

### Los inicios

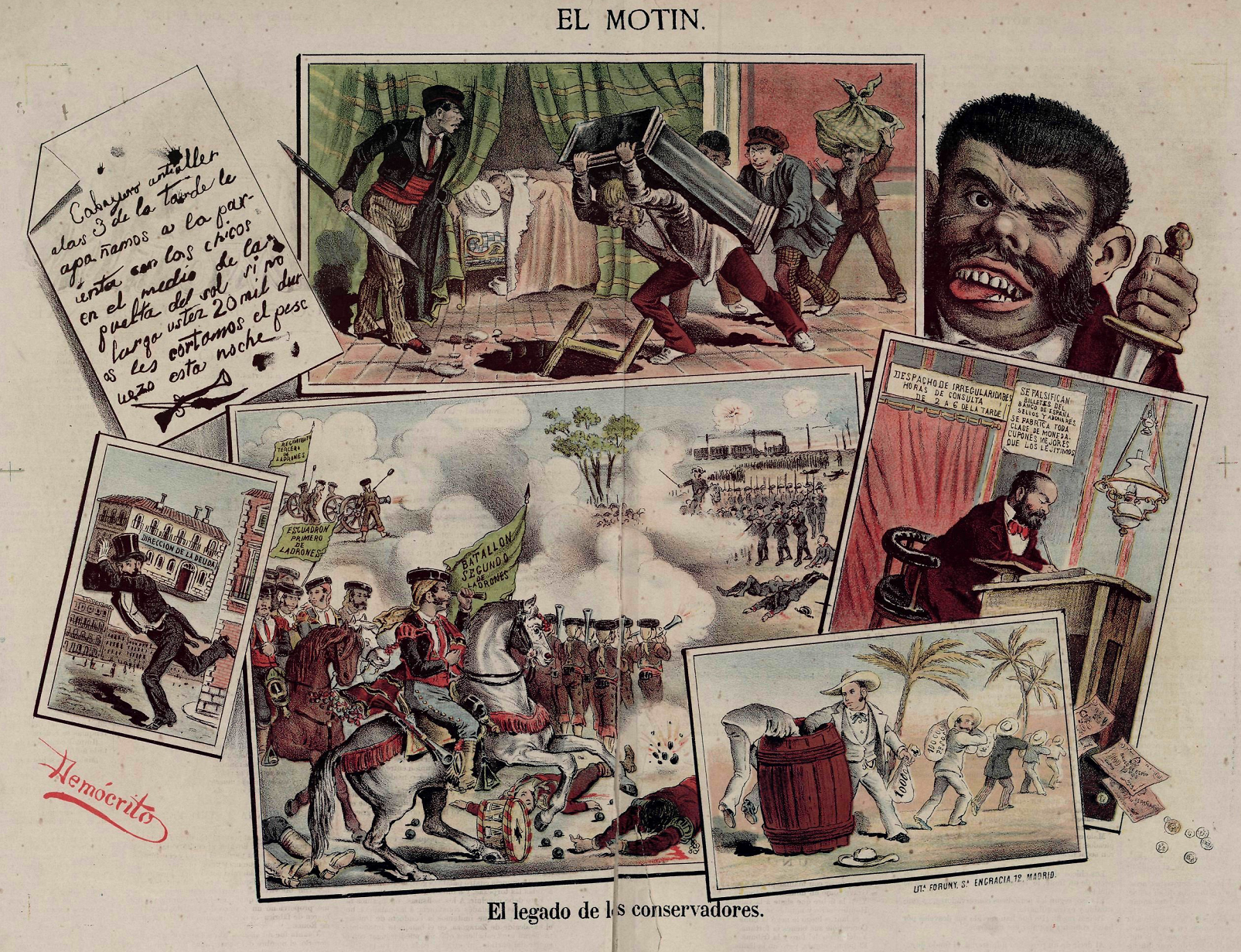
El legado de los conservadores, de «Demócrito», en el primer número del semanario, 10 de abril de 1881.

El domingo 10 de abril de 1881 salió a la calle el primer número de El Motín, fundado por José Nakens y Juan Vallejo. En el texto de presentación se decía:

¡Oh apreciables conservadores, que así exclameis al leer el título de este periódico! ¡Oh, firmes columnas del orden, la propiedad y la familia! ¡Oh, sesudos políticos, de cívicas virtudes y abnegaciones patrióticas, amparo de la religión y defensores de la moral! ¡Oh, en fin, los buenos, los leales, los previsores!....
Sí; hay motín, y motín semanal, dirigido principalmente contra vosotros, para contrarrestar los efectos del motín de cada día, de cada hora, de cada segundo, que le armais á la libertad.
Al arma, pues, y disparad sobre nosotros, conservadores de todos los matices, las palabras huecas de sentido que conservais en el arsenal del miedo; habladnos del terror, de la guillotina, de bases sociales minadas, de santos principios hollados, de la Commune, del nihilismo, sin olvidarse de la tea incendiaria, los apetitos de las masas y las sangrientas hecatombes; que nosotros, los promovedores de El Motin, nos reiremos á mandíbula batiente de vosotros con la misma constancia que vosotros os burlais del país que habéis explotado y escarnecido. 
¡Guerra á los conservadores! Nos parece que este grito equivale á un programa.
«Dos palabras», El Motín, 10 de abril de 1881. (citado parcialmente en Llera Ruiz, 2003, pp. 211-212)

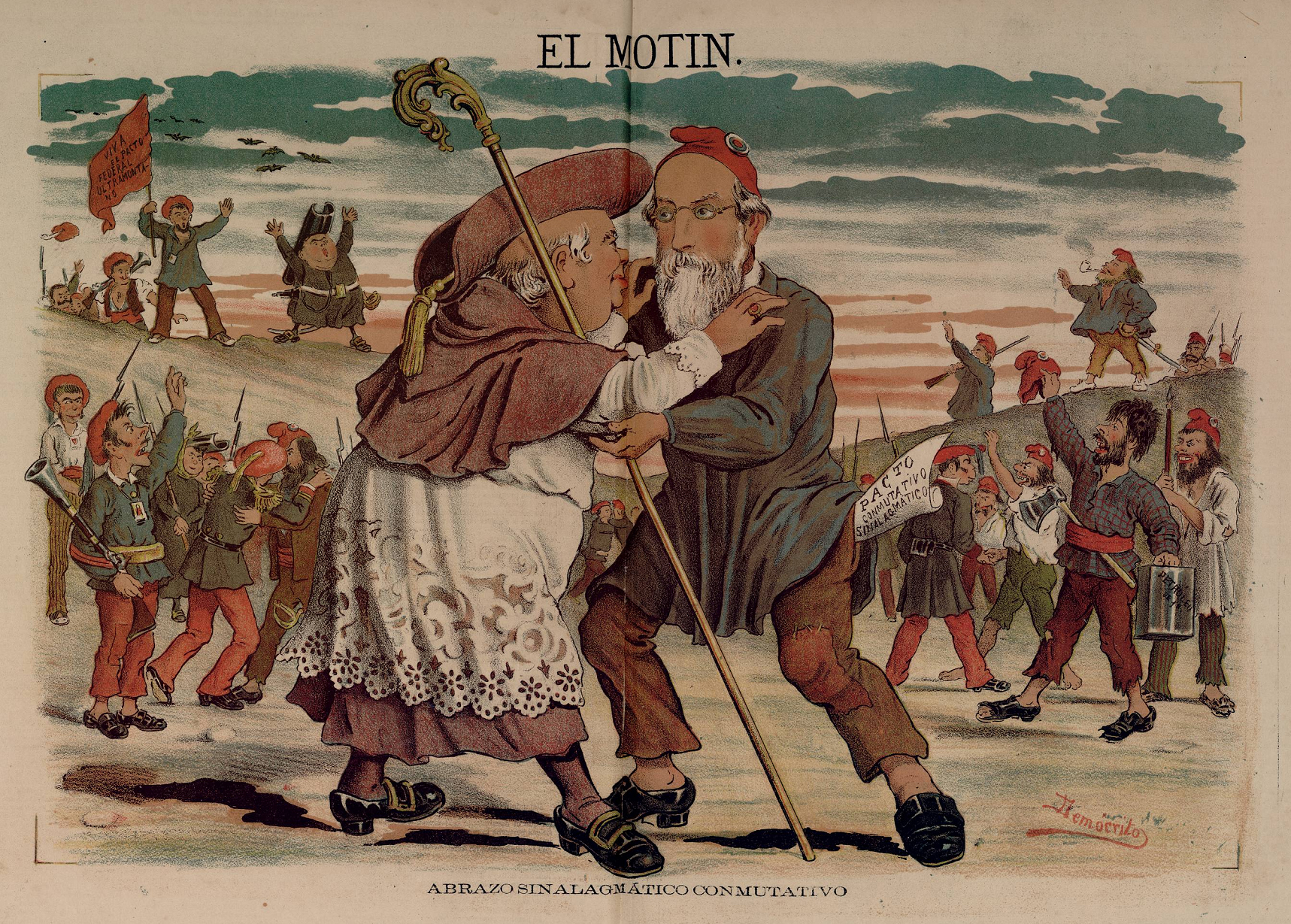
Abrazo sinalagmático conmutativo (Pi y Margall abrazándose con un miembro del clero), de Demócrito, 12 de junio de 1881.

El Motín se comenzó a publicar aprovechando la mayor libertad de prensa que había traído consigo el nuevo gobierno liberal encabezado por Práxedes Mateo Sagasta, después de seis años de gobierno de los conservadores de Antonio Cánovas del Castillo. El Motín «era una modesta publicación de cuatro páginas, repartidas entre un comentario de actualidad, un poema y algunas noticias breves, más un grabado —en principio, una caricatura de personajes y acontecimientos políticos— en las páginas centrales». Los objetivos del mismo eran la defensa de la unidad de los republicanos en un único partido y la lucha contra el conservadurismo y el clericalismo, con la sección «Manojo de flores místicas» que se justificaba así: «Jesucristo arrojó a latigazos a los mercaderes del templo; nosotros, pecadores humildes, trataremos de imitarse, fustigando semanalmente a los que se olvidan de su ley». Fue esta sección, de cuyas noticias se hicieron ediciones en libros —el primero titulado Espejo moral de clérigos. Para que los malos se espanten y los buenos perseveren—, la que hizo famoso al semanario.

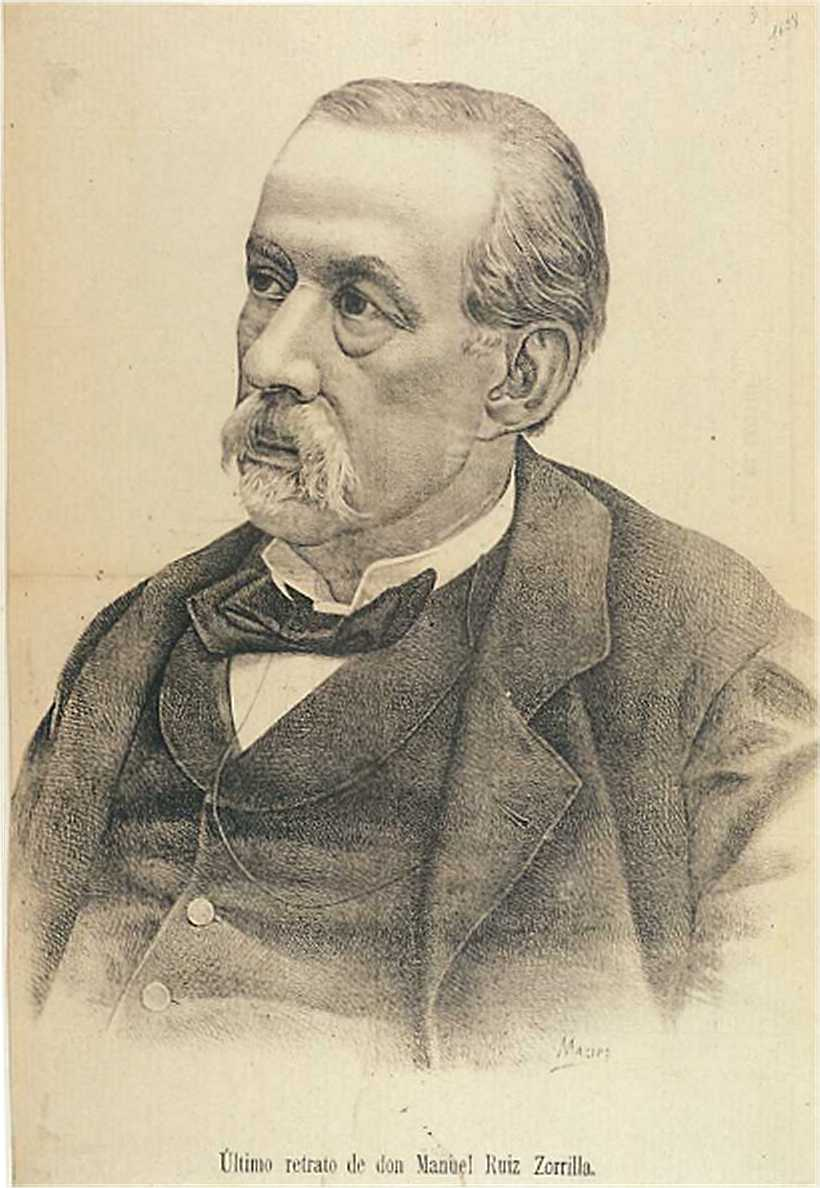
Último retrato de Manuel Ruiz Zorrilla, aparecido en el semanario republicano y anticlerical El Motín en 1895

Aunque El Motín es considerado como el periódico anticlerical por excelencia, especialmente del anticlericalismo popular más zafio, en realidad era más un semanario político dedicado a criticar a conservadores y liberales que se «turnaban» en el gobierno de la Restauración y a defender la unidad de los republicanos, apostando por la vía insurreccional, defendida entonces desde el exilio parisino por Manuel Ruiz Zorrilla —lo que le llevó a criticar con crudeza a los otros líderes republicanos: Emilio Castelar Francisco Pi y Margall y Nicolás Salmerón—.
A mediados de la década de los 90 el periódico se encontró con graves problemas económicos porque, además de la cuantiosas multas que se le impusieron por delitos de imprenta, sus ventas bajaron, entre otras razones porque ciertos sectores republicanos pensaban que su anticlericalismo virulento —como el de Las Dominicales del Libre Pensamiento— perjudicaba a la causa de la República —criticaban sus «burlas de mal gusto» y su insistencia en los relatos de amores ilícitos entre «clérigos lujuriosos y amas rollizas»—. A pesar de que Nakens rebajó el precio del periódico los problemas continuaron y a comienzas del siglo XX apenas se leía. Según Nakens la culpa la tenía la «incomprensión» de los republicanos que no entendían que su objetivo era «quitarle autoridad al clero para que no pudiera valerse de ella en beneficio de D. Carlos». «¡Valiente cosa me importa a mí que los curas tengas amas, y éstas chiquillos, ni que falten al mandamiento que sigue al quinto con las feligresas que se presten a ello!», le explicó a Luis Bonafoux por esas fechas.
Tras la muerte de Ruiz Zorrilla en 1895, Castelar en 1899 y Pi y Margall en 1902, El Motín pasó a apoyar a Nicolás Salmerón, el único líder histórico del republicanismo español que quedaba vivo, pero en 1905 se separó de Salmerón, ya que este se alejaba de una acción radical revolucionaria, además de que tras el intento de asesinato de Alfonso XIII en 1906 y la participación de Nakens —tratada más abajo— este quedó «completamente desacreditado» políticamente.

### Multas y procesos

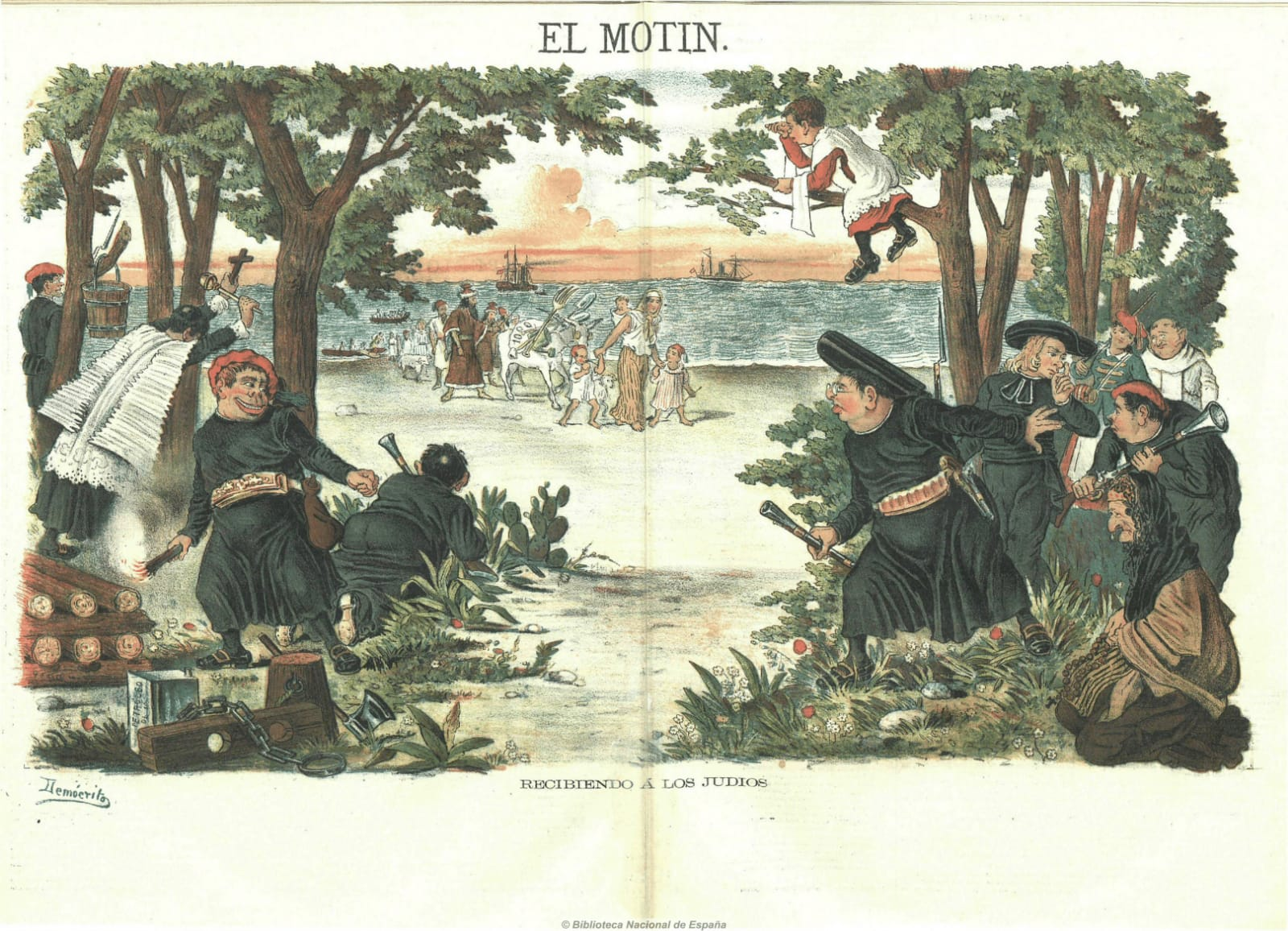
Recibiendo a los judíos, año I (1881), n° 15, p. 2

A lo largo de toda su trayectoria El Motín sufrió numerosos procesos por presuntos delitos de imprenta que le supusieron multas, encarcelamiento de varios directores legales —entre otros, uno de los fundadores, Juan Vallejo— y de repartidores del periódico, especialmente cuando gobernaban los conservadores —por ejemplo, de enero de 1884 a noviembre de 1885 sufrió 84 procesos por delitos de imprenta y catorce multas de 500 pesetas—; es más, diversos obispos dictaron no menos de 47 excomuniones contra sus redactores —que a su vez excomulgaron a los obispos en nombre de Fray Motín, obispo de la religión del Trabajo en la diócesis del Sentido Común—. Por otro lado utilizaron todo tipo de argucias para evitar el secuestro de los ejemplares por la policía.  A mediados de los años 1880, el semanario realizó críticas recurrentes contra el periódico carlista El Siglo Futuro. El periódico consiguió sobrevivir milagrosamente, pese a sus escasas suscripciones y a sus dificultades de distribución, ya que prácticamente no se podía vender en la calle.
En 1898 el gobierno conservador aprovechó la suspensión de las garantías constitucionales con motivo de la guerra de Cuba para que la censura se cebara con El Motín, a pesar de que había apoyado la guerra y había mostrado un exacerbado patriotismo. Así fue suprimido un artículo sobre el reinado de Fernando VII porque llamaba «miserable» a Fernando, «liviana» a su madre y «malvado e inmoral» a su hermano Carlos María Isidro. La respuesta de Nakens fue suspender la publicación hasta que las garantías constitucionales no fueron restablecidas en 1899.

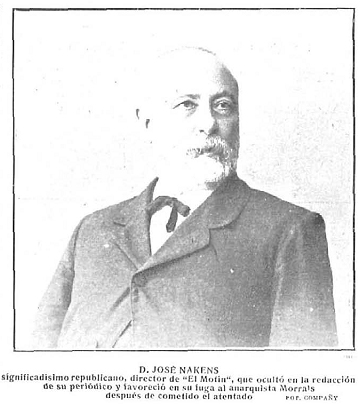
Retrato de José Nakens, fundador del semanario, publicado en 1906 en Nuevo Mundo a raíz del suceso del «encubrimiento» de Mateo Morral.

El Motín dejó de publicarse entre 1906 y 1908 porque Nakens fue condenado a diez años de prisión por «encubrir» al terrorista Mateo Morral, que había arrojado el 31 de mayo de 1906 una bomba contra el rey Alfonso XIII y su esposa a su paso por la calle Mayor de Madrid, y que al día siguiente se había suicidado. Salió de la cárcel antes de tiempo gracias al prestigio y a la popularidad que consiguió por los artículos publicados en el diario republicano El País en los que denunció las condiciones infrahumanas en que vivían los presos y apoyó las reformas introducidas por el nuevo director de la Cárcel Modelo de Madrid, lo que acabó obligando al gobierno de Antonio Maura a indultarle.

### Esplendor y declive
A pesar de que cuando salió de la cárcel tenía sesenta y siete años, Nakens volvió a publicar El Motín. Gracias al prestigio obtenido durante su encarcelamiento —los que antes le habían tildado de «inquisidor al revés» y de «viejo decrépito» ahora lo consideraban un «gran hombre», como lo llamó Ramiro de Maeztu—, el periódico en esta segunda época ganó muchos lectores alcanzando tiradas de más de 20 000 ejemplares y multiplicó su tamaño —en 1910 llegó a las dieciséis páginas—. También mejoraron el aspecto del periódico y crecieron en número y difusión el resto de publicaciones promovidas por Nakens: los folletos de la Biblioteca del Apostolado de la Verdad y unas Hojitas piadosas, cuyas tiradas rozaron la increíble cifra de cien mil ejemplares. Asimismo publicó una docena de libros que recopilaban los miles de artículos que había escrito.
Sin abandonar en absoluto su republicanismo, durante esta segunda etapa El Motín acentuó su anticlericalismo en un momento en que la cuestión religiosa estaba en el primer plano de la vida política española por los sucesos de la Semana Trágica y por la Ley del Candado propuesta por el gobierno liberal de José Canalejas. Esto le acarreó de nuevo problemas con la justicia especialmente a causa de dos caricaturas. En la primera se veía una imagen de Cristo en la cruz mientras a su lado un obispo, un jesuita y un fraile se atracaban de gallinas compradas con los estipendios de las misas y los responsos —con la leyenda «El que trajo las gallinas y los que se las comen»—. En la segunda —que llevaba el lema «¡Santa Familia!»— un sacerdote sostenía el biberón que una señora estaba a un punto de dar a un bebé. Fue denunciado por un jesuita y condenado por ofensas a la moral católica, lo que constituía una auténtica sorpresa pues en los treinta y un años de vida de El Motín nadie había denunciado sus caricaturas. En 1914 fue denunciado de nuevo y condenado por injurias a un clérigo. Respondió con la publicación de un Almanaque de la Inquisición que recogía autos de fe y láminas con las torturas que aplicaba el Santo Oficio, «ese monstruoso tribunal creado, apoyado y defendido por la Iglesia católica, para acumular riquezas, satisfacer venganzas e imponerse a los pueblos por el terror», como se decía en el Almanaque. También publicó un Almanaque cómico del carlismo para los años 1914 a 1999 que fue respondido por los carlistas con la colocación de un petardo en el pasillo de la administración de El Motín.
Sin embargo, El Motín empezó a perder lectores (unos seis mil entre 1911 y 1914). En 1915 redujo sus páginas a ocho y a cuatro en 1918. Ese año Nakens —que tenía entonces setenta y siete años— enfermó de la vista, lo que le impedía a temporadas escribir en aquellos momentos en que era el único redactor de la publicación. Aunque Nakens atribuyó su declive a su permanente combate contra «los fetiches que el pueblo adora», la razón de la caída de ventas se debió fundamentalmente, según el historiador Manuel Pérez Ledesma, a la «monotonía del semanario —dedicado en gran medida a reproducir artículos antiguos y a copiar textos de otros periódicos— y [a] su falta de atención a la actualidad». Así hacia 1920 la tirada se había reducido a unos seis mil ejemplares. Entonces a iniciativa de un fiel lector se organizó una suscripción para editar un número extraordinario de homenaje a Nakens, que se publicó en enero de 1923 y en el que participaron eminentes republicanos como Emilio Menéndez Pallarés, Roberto Castrovido o Hermenegildo Giner de los Ríos y los más jóvenes Marcelino Domingo, Álvaro de Albornoz o Gabriel Alomar. En ese número apareció una Sonata en on de Luis de Tapia que decía:

Yo admiro a Nakens / por su tesón...

Porque es un yunque / su corazón...

[...] Porque cumplida / su obligación,

irá al sepulcro / sin confesión...

A fines de 1924, varios periodistas e intelectuales —como Gregorio Marañón, Rafael Altamira, Ramón Pérez de Ayala o Luis Araquistáin— se movilizaron para recabar ayudas para Nakens consumido por las deudas y a mediados de 1925 la Asociación de la Prensa de Madrid, presidida por José Francos Rodríguez, le concedió una pensión vitalicia de 150 pesetas al mes, «en atención a los méritos contraídos en su larga y limpia trayectoria de periodista», y meses después le otorgaba el Premio a la Vejez dotado con 5000 pesetas. El 12 de septiembre de 1926, el octogenario periodista republicano murió de accidente vascular cerebral. El último número de El Motín se publicaría unos días después, el 6 de noviembre de 1926.
A los tres meses de su muerte, la hija de Nakens, Isabel, que había sido su principal colaboradora en los últimos años, volvió a publicar El Motín con el título Reflejos de «El Motín», que subtituló «semanario literario» para burlar la censura de la Dictadura de Primo de Rivera, aunque su finalidad estaba clara: «hoy, como ayer, este periódico es y será siempre de prounión republicana y anticlerical de todas las religiones». De hecho desde el periódico promovió una caja benéfica prolaicismo para premiar a quienes sustituyeran los ritos católicos del bautizo, la boda o el entierro por otros civiles. El periódico tuvo que cerrar en junio de 1929 por problemas económicos y la despedida consistió en el envío a los suscriptores de un antiguo número de El Motín. Dos años después se proclamaba la República en España.

## Colaboradores
En El Motín redactaron textos tanto José Nakens como Juan Vallejo Larriaga. Contó en los primeros años con las ilustraciones —con frecuencia a color— de Eduardo Sojo «Demócrito», artista que también fue el responsable del primer encabezado de la publicación. Los dibujos de la revista, según el propio Nakens en un número de El Motín, corrieron más tarde a cargo de Antonio Macipe, entre 1884 y al menos junio de 1915. Segismundo Pey Ordeix también participó en el semanario.